# 사이토 겐 (정치인)

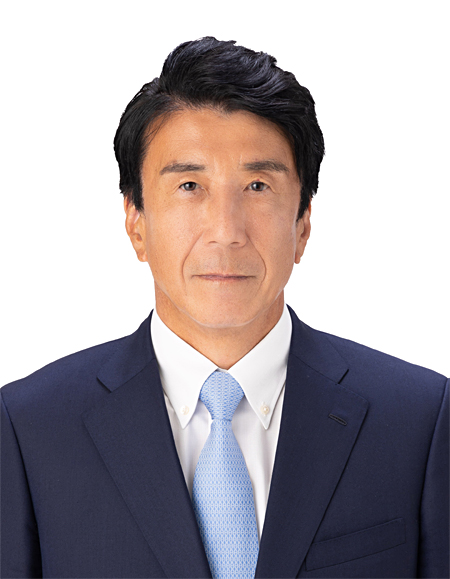
사이토 겐

사이토 겐(齋藤健)은 일본의 정치인이다. 통산관료. 경제산업대신, 법무대신, 농림수산대신을 역임하였다.